# Nude (пісня)
«Nude» — пісня англійського рок-гурту Radiohead. Вона вийшла у березні 2008 року як другий сингл з їхнього сьомого студійного альбому In Rainbows.
Radiohead вперше записали «Nude» під час сесій для свого третього альбому OK Computer (1997), але не були задоволені результатом. Протягом наступного десятиліття вони виконували її кілька разів, і вона стала однією з найвідоміших невиданих пісень гурту. Для альбому In Rainbows Radiohead переробили пісню, додавши до неї басову партію, написану Коліном Ґрінвудом.
«Nude» просували за допомогою музичного відео та конкурсу, що запрошував шанувальників створювати ремікси, використовуючи окремі стем-треки. Пісня досягла 21 місця в UK Singles Chart і 37 місця в американському Billboard Hot 100, ставши першим хітом Radiohead в американському топ-40 з часів дебютного синглу «Creep» (1992).

## Історія
«Nude» мала робочі назви, серед яких «Failure to Receive Repayment Will Put Your House at Risk» («Неможливість отримати виплату поставить ваш будинок під загрозу»), «Big Ideas» («Великі ідеї») та «(Don't Get Any) Big Ideas» («(Не) отримуйте ніяких великих ідей»). Остаточна назва походить від ранньої версії приспіву, в якому був рядок: «What do you look like when you're nude?» («Як ти виглядаєш, коли ти голий?»).
Radiohead записали версію «Nude» під час перших сесій для свого третього альбому OK Computer зі своїм продюсером Найджелом Ґодрічем. Ця версія, натхненна Елом Гріном, включала орган Гаммонда, більш «рівний» ритм та інші тексти. Спочатку гурт був задоволений записом, але, за словами Ґодріча, «з якоїсь причини всі від нього відійшли».
Том Йорк вперше виконав «Nude» наприкінці 1990-х під час сольного виступу в Японії. Протягом наступного десятиліття Radiohead виконували її кілька разів, і вона стала однією з їхніх найвідоміших невиданих пісень. Вони з Ґодрічем знову працювали над «Nude» під час сесій для альбомів Kid A (2000) і Hail to the Thief (2003), але не були задоволені результатами. 2004 року Йорк сказав, що розглядав можливість попросити Елвіса Костелло і The Attractions записати її, відчуваючи, що вони зробили б кращу роботу, але у нього «не вистачило сміливості».
Під час ранніх сесій для сьомого альбому Radiohead In Rainbows, Колін Ґрінвуд написав нову басову партію для пісні. За словами Ґодріча, це «перетворило її з чогось дуже прямого на щось, що мало набагато ритмічніший потік». Гурт також прибрав приспів і написав нову кінцівку. Вони виконали нове аранжування, разом з іншим новим матеріалом, під час туру 2006 року перед тим, як записати три дублі для In Rainbows. Було використано остаточний дубль з овердаббингом, записаний у студії Hospital Club в лондонському Ковент-Гардені.
Йорк розповідав, що йому не подобалося співати цю пісню, коли вона була вперше написана, оскільки вона була «занадто жіночною, занадто високою». Після того, як вона була закінчена, він сказав: «Тепер я насолоджуюся нею саме з цієї причини — тому що вона трохи незручна, трохи не з мого діапазону, і її дуже важко виконати. І це пробуджує щось у мені». 2008 року Ґодріч сказав, що у піснях «є вікно, в якому вони дійсно найбільш живі — і ви повинні вловити його», і що «Nude» пропустила своє вікно. Переосмисливши її, Radiohead змогли «захопити її знову таким чином, щоб вона резонувала з людьми, які її грають». Він сказав, що пісня не змінилася, змінилися лише виконавці.

## Композиція
Pitchfork описав «Nude» як «витончену і сумну версію» «глузливих, колінно-ліктьових» пісень Kinks або Blur, або як інверсію синглу Radiohead 1998 року «No Surprises». У тексті пісні йдеться про «приміську тугу, нищівну нудьгу, нездійсненне життя в нікуди». Акордова прогресія використовує подвійну тоніку, що включає в себе тональності мі мажор і відносно мінорний C#.

## Музичне відео
Режисерами кліпу на «Nude» виступили Адам Бакстон і Гарт Дженнінгс. Прем'єра кліпу відбулася в рамках веб-трансляції Radiohead 31 грудня 2007 року, за день до початку роздрібного продажу альбому In Rainbows. У кліпі Radiohead виступають у сповільненому зніманні з пір'ям, що заповнює екран. Бакстон і Дженнінгс швидко зняли відео, потім змонтували його на лептопі і завантажили на YouTube. Колін Ґрінвуд сказав: «Це було так круто, тому що нам не довелося проходити через три тижні замовлення відео та отримання хитромудрих сценаріїв, знятих на покинутих хмарочосах у центрі Лос-Анджелеса чи ще десь. Якщо ти йдеш туди з думкою „давайте спробуємо“, це дійсно звільняє».

## Реліз
«Nude» вийшла синглом 31 березня 2008 року. Гурт провів конкурс для шанувальників на створення реміксів з окремих доріжок гітари, барабанів, басу, вокалу і струнних, які можна було придбати через iTunes. Конкурсні роботи транслювалися на сайті Radiohead. Виконання «Nude» увійшло до концертного відео 2008 року In Rainbows – From the Basement. Ранні версії «Nude», створені в період записування OK Computer, увійшли до спеціального перевидання 2017 року OKNOTOK 1997 2017 та компіляції MiniDiscs (Hacked) 2019 року.

## Відгуки
«Nude» випередив попередній сингл In Rainbows, «Jigsaw Falling into Place», досягнувши 21 місця в UK Singles Chart. Він посів 37 місце в американському чарті Billboard Hot 100, ставши другим хітом Radiohead після їхнього дебютного синглу «Creep», який посів 34 місце в 1993 році. Це також була перша пісня Radiohead, яка потрапила до Billboard Pop 100.[14] Продажі включали в себе продажі реміксів, що підвищило показники синглу в чарті.
У 2020 році оглядач The Guardian Джаз Монро назвав «Nude» сьомою найкращою піснею Radiohead: «Після більш ніж десятирічного перебування в історії Radiohead „Nude“ … знайшла приголомшливу форму, спершу нагадуючи Б'єрк — уривчасте воркування, плачучі струнні, а потім у фіналі — яскравому і проникливому, як світанок».

## Трек-лист
7"
1. «Nude»
2. «4 Minute Warning»

CD
1. «Nude» — 4:17
2. «Down Is the New Up» — 5:00
3. «4 Minute Warning» — 4:05

## Персоналії
Radiohead
- Колін Ґрінвуд
- Джонні Ґрінвуд
- Ед О'Браєн
- Філ Селвей
- Том Йорк

Сесійні музиканти
- The Millennia Ensemble – струнні
  - Евертон Нельсон — керівник
  - Саллі Герберт — диригент

Продакшн
- Найджел Ґодріч – продюсування, зведення, звукорежисер
- Річард Вудкрафт – звукорежисер
- Х'юго Ніколсон – звукорежисер
- Ден Греч-Маргера – звукорежисер
- Боб Людвіг – мастеринг

Дизайн
- Стенлі Донвуд
- Dr Tchock